# Giovanni Sallustio Peruzzi
Giovanni Sallustio Peruzzi (ur. ok. 1511–1512, zm. 1572) – włoski architekt.

## Życiorys
Giovanni Sallustio Peruzzi urodził się prawdopodobnie w Rzymie ok. 1511–1512 roku. Był synem architekta i malarza Baldassare Peruzziego. Był autorem projektu bramy w Zamku św. Anioła i prywatnej kaplicy w Pałacu Apostolskim za pontyfikatu papieża Pawła IV. Rozpoczął odbudowę kościoła karmelitów Santa Maria in Traspontina w rione Borgo, pozyskując trawertyn na fasadę z Koloseum. Współpracował z  Pirro Ligorio przy Domku Piusa IV w Ogrodach Watykańskich. Kierował budową murów rzymskiego getta na koszt gminy żydowskiej.
Po 1567 przeniósł się do Wiednia, gdzie pracował jako inżynier i architekt cesarza Maksymiliana II. Utonął wraz z najstarszym synem przy próbie przepłynięcia jednej z rzek między 6 maja a 24 listopada 1572 roku.

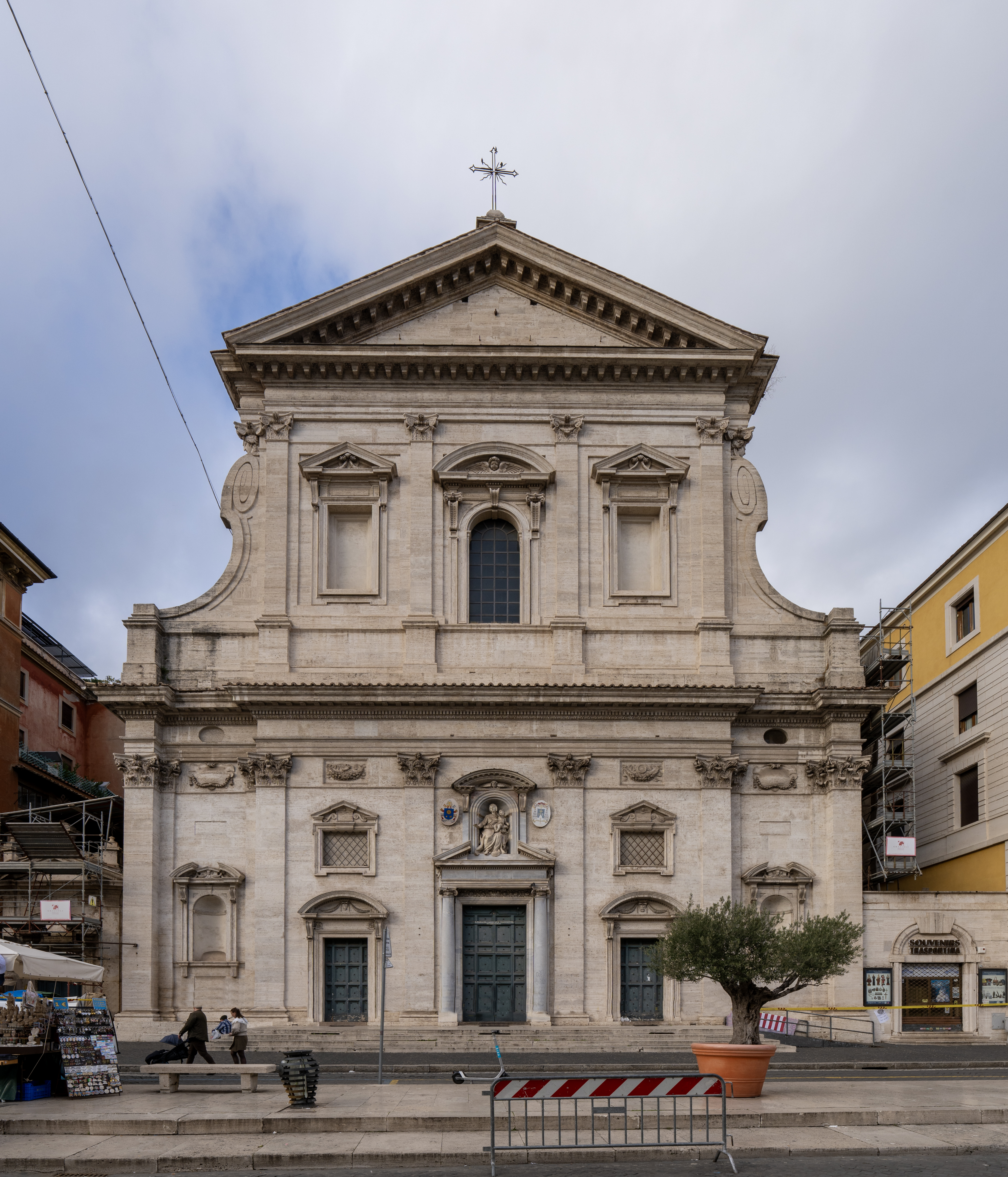
Kościół Santa Maria in Traspontina, Rzym (1566–1668)
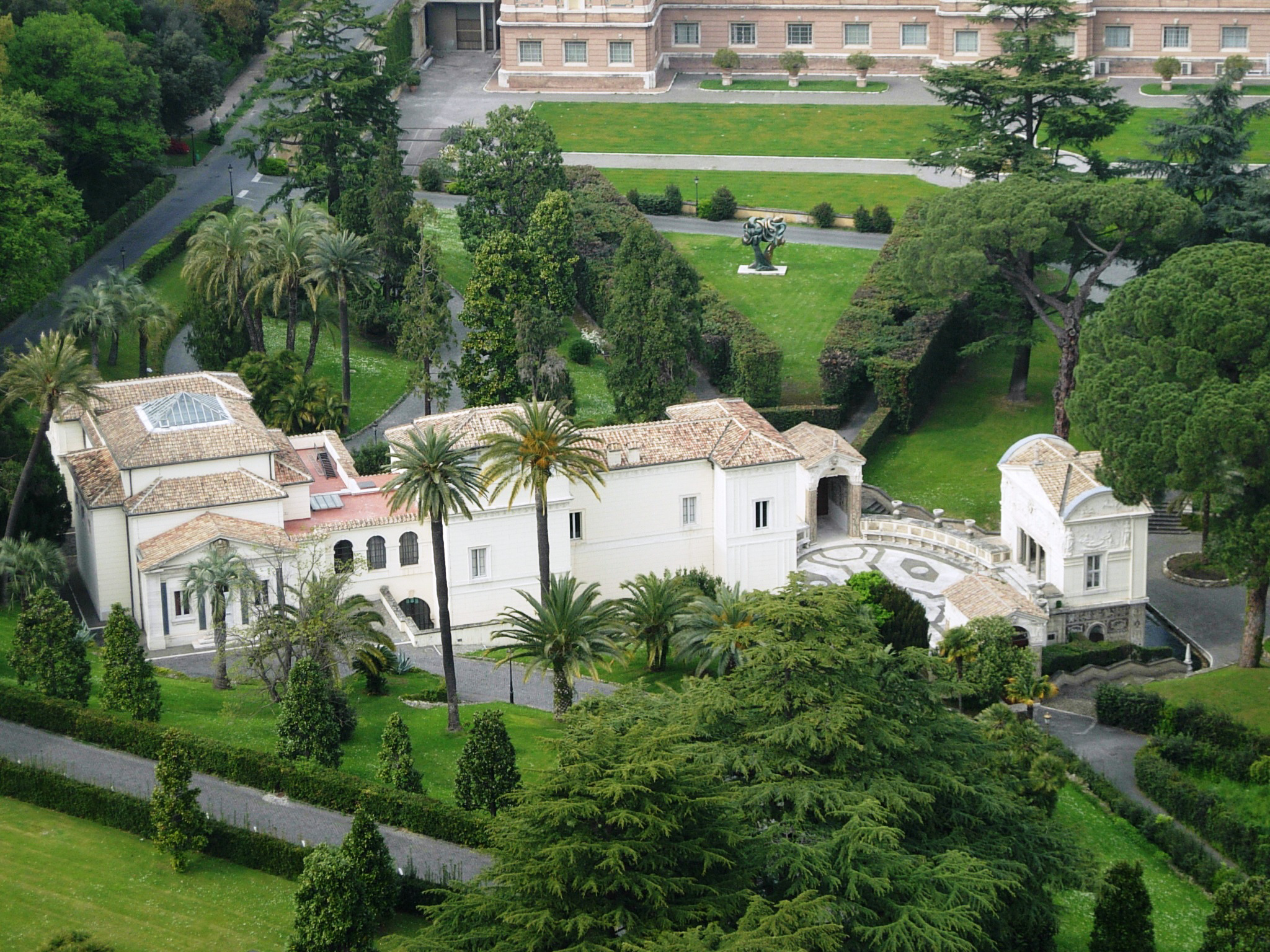
Domek Piusa IV (1561)